# Lluís de Württemberg
Lluís de Württemberg (alemany: Ludwig von Württemberg)  (Trzebiatów, 30 d'agost de 1756 - Kirchheim unter Teck, 20 de setembre de 1817) fou duc de Württemberg, amb el tractament d'altesa reial.
Nat el dia 30 d'agost de 1756 a la ciutat de Trzebiatów, actualment Polònia, essent fill del duc Frederic II Eugeni de Württemberg i de la marcgravina Frederica de Brandenburg-Schwedt. Per via paterna era net del duc Carles I Alexandre de Württemberg i de la princesa Maria Augusta de Thurn und Taxis; mentre que per via materna ho era del marcgravi Frederic Guillem de Brandenburg-Schwedt i de la princesa Sofia Dorotea de Prússia.
El dia 28 d'octubre de 1784 contragué primeres núpcies amb la princesa Maria Anna Czartoryska, membre d'una de les més destacades famílies de la noblesa polonesa. La parella tingué un únic fill:
- SAR el duc Adam de Württemberg, nat a Pulawy i mort a Langenschwalbach el 1847.

Lluís i Maria Anna es divorciaren el 1793. Lluís es tornà a casar el dia 28 de gener de 1797 amb la princesa Enriqueta de Nassau-Weilburg, filla del príncep Carles Cristià de Nassau-Weilburg i de la princesa Carolina d'Orange-Nassau. La parella tingué els següents fills:
- SAR la duquessa Maria Dorotea de Württemberg, nada a Karlsruhe el 1797 i mort a Ofen (Hongria) el 1855. Es casà a Kirchheim unter Teck el 1819 amb l'arxiduc Josep Antoni d'Àustria.

- SAR la duquessa Amàlia de Württemberg, nada a Wallisfurth el 1799 i morta a Altenburg el 1848. Es casà el 1817 a Kirchheim unter Teck amb el duc Josep I de Saxònia-Altenburg.

- SAR la duquessa Paulina de Württemberg, nada a Riga el 1800 i morta a Stuttgart el 1873. Es casà a Stuttgart el 1820 amb el rei Guillem I de Württemberg.

- SAR la duquessa Elisabet de Württemberg, nada a Riga el 1802 i morta a Karlsruhe el 1864. Es casà el 1830 a Stuttgart amb el príncep Guillem de Baden.

- SAR el duc Alexandre de Württemberg, nat a Kirchheim unter Teck el 1804 i mort a Tuffer (Estíria) el 1885. Es casà el 1835 a Viena amb l'aristòcrata austríaca comtessa Clàudia Rhédey von Kis-Rhéde, creada duquessa de Hohenstein.

Lluís morí a Kirchheim unter Teck (Baden-Württemberg) el dia 20 de setembre de 1817 a l'edat de 61 anys.